# 御寺ゆき
御寺 ゆき（おでら ゆき、1994年12月20日 - ）は、日本の女性マジシャン、グラビアアイドル、女優である。ゼロイチファミリア所属。キャッチコピーは「美人すぎる女性マジシャン」。

## 来歴
千葉県出身。柏市立柏高等学校在学時には吹奏楽部に所属し、マーチングバンド世界大会に出場。東京ディズニーランドのパレードにも出演した。
マジックは2016年に始め、世界的マジシャン・メイガスに誘われて1年間師事するが、けんか別れのようなかたちで師の元を離れた。
2018年に01familiaに所属し、グラビアアイドル活動を開始。同年11月29日発売の雑誌『週刊ヤングジャンプ』（集英社）で表紙と巻末グラビアを担当。以降、“美人過ぎるプロマジシャン”の二つ名で活動。
マジックバーに勤務しながら、2019年4月には舞台女優として初舞台を踏む。
2020年11月、『有吉反省会』（日本テレビ）に出演し、禊として師匠であるメイガスのもとを訪れ約4年ぶりに対面。当時のことを謝罪し、番組でアレンジを加えたマジックを披露し和解した。
2020年12月20日、公式YouTubeチャンネル「不思議なゆきちゃん。」を開設。

## 人物
- 母親が韓国人であり[8]、日本と韓国のハーフ[9]。
- 趣味はマジック、ダンス、料理。

## 出演

### 雑誌
- 週刊プレイボーイ（集英社）
- 週刊ヤングジャンプ（集英社）
- ヤングアニマル（白泉社）
- Platinum FLASH[プラチナフラッシュ]×ゼロイチファミリア（光文社）
- 月刊エンタメ（徳間書店）
- 月刊サイゾー（CYZO Inc. ）
- ヤングドラゴンエイジ（KADOKAWA）
- B.L.T.（東京ニュース通信社）
- ヤングキングBULL（少年画報社）

### テレビ番組
- ヒルナンデス！（日本テレビ）
- ミッドナイト競輪（AbemaTV）
- 指原莉乃＆ブラマヨの恋するサイテー男総選挙（AbemaTV）
- そこにあるBUKIMI season2（テレビ埼玉）
- おっとっと女子旅〜滑って転んで妙高篇〜（テレビ神奈川）
- 激！今夜もドル箱（テレビ東京）
- よじごじDays（テレビ東京）
- あの人が「いいね！した一般人（テレビ朝日）
- なぎスケ！（Amazon Prime Video）
- 有吉反省会（日本テレビ）
- ≠MEの 先輩、教えて下さい！（BSスカパー）
- ザ・マジックシアター第6弾（BSフジ）
- ジャンプアドベンチャーTV（テレビ東京）
- 開運!なんでも鑑定団（テレビ東京）

### テレビドラマ
- ドラマスペシャル 私たち、結婚式できますか？（2021年11月7日、テレビ大阪） - 宮崎すず 役
- Qrosの女 スクープという名の狂気 第3話（2024年10月21日、テレビ東京） - アイナ 役[10]

### 舞台
- 水平線の歩き方（2019年4月3日 - 7日、萬劇場） - アサミ 役[11]
- PERSONA5 the stage - 高巻杏 役
  - #1（2019年12月13日 - 15日、大阪メルパルクホール / 12月19日 - 29日、天王洲 銀河劇場）[12]
  - #2（2020年10月1日 - 10月4日、KT Zepp Yokohama / 10月17日 - 18日、サンケイホールブリーゼ）[13]
  - #3（2021年12月10日 - 12日、メルパルクホール大阪 / 12月16日 - 19日、KT Zepp Yokohama）[14]
  - #4 FINAL（2022年10月20日 - 23日、KT Zepp Yokohama）〈予定〉[15]
- 遠山の金さん〜天下を揺るがす女（2021年3月16日 - 21日、ザ・ポケット） - お初 役[16]
- 蛮勇戦歌（2022年2月9日 - 13日、シアターグリーン BIG TREE THEATER） - 白桜千尋 役[17]
- 将棋無双・第30番 ~神局のヴァンパイア~(2024年、E-Stage Topiaプロデュース公演) - 玉将 役・主演[18]

### 広告
- WESPO（2019年9月 - 、JR西日本・JR西日本SC開発をはじめとするJR西日本グループのショッピングセンター）[19]

### Webドラマ
- TTFC産直シアター 仮面ライダーリバイス（2022年5月29日 - 11月27日、東映特撮ファンクラブ） - 司会のお姉さん  役